# Lares (mitología)

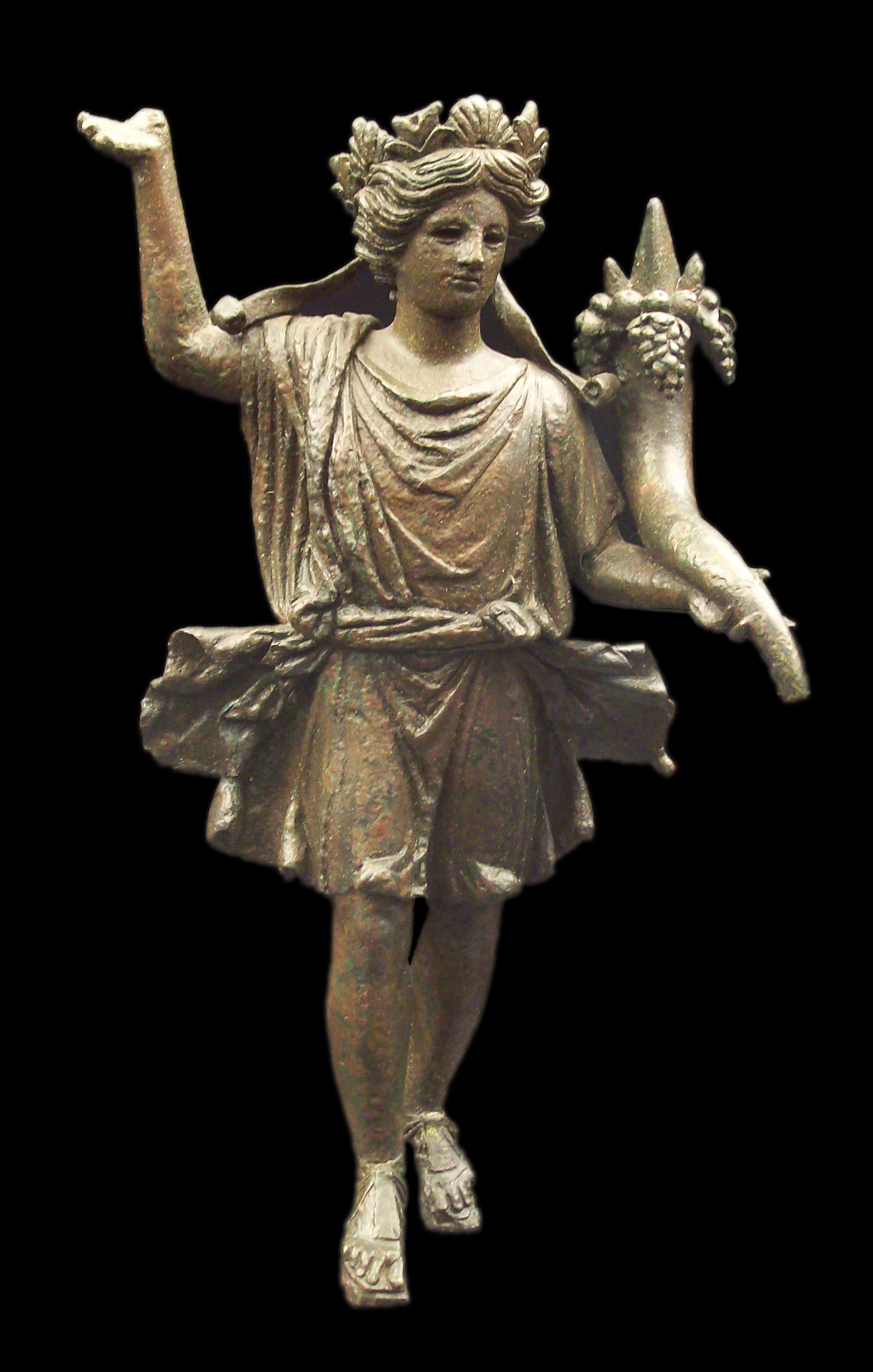
Lar de bronce del siglo I (M. A. N., Madrid).

Los dioses lares eran deidades guardianas en la antigua religión romana. Su origen es bastante  incierto, y pueden haber sido héroes-ancestros, guardianes del hogar, de los campos, de las fronteras o de la fecundidad, o una amalgama de todo ello. 
De la unión furtiva entre Mercurio y Lara, hija de Almón, nacieron los dos gemelos Lares, porque al revelar Lara los adulterios de Júpiter a Juno, Júpiter envió al infierno a Lara y allí Mercurio engendró a sus hijos. Otros dicen que su padre fue Júpiter pero su origen se encuentra en los cultos etruscos a los dioses familiares.
Se creía que los Lares observaban, protegían e influían en todo lo que ocurría dentro de los límites de su ubicación o función. Las estatuas de los Lares domésticos se colocaban en las mesas durante las comidas familiares; su presencia, culto y bendición parecen haber sido necesarios en cualquier evento familiar importante.
Autores romanos a veces los identifican o combinan con otras deidades de los ancestros, como los penates domésticos y el hogar. Debido a estas asociaciones, los Lares se clasifican a veces como dioses domésticos, pero algunos tenían dominios mucho más amplios. Los caminos, las vías marítimas, la agricultura, la ganadería, los pueblos, las ciudades, el Estado y el ejército estaban bajo la protección de sus respectivos Lar o Lares. Los que protegían los barrios locales (vici) se alojaban en los santuarios de las encrucijadas (Compitales), que servían de centro de la vida religiosa, social y política de sus comunidades locales, mayoritariamente plebeyas. Entre los funcionarios de su culto se encontraban libertos y esclavos, excluidos de la mayoría de los cargos administrativos y religiosos por su estatus o por sus propiedades.
En comparación con las principales deidades de Roma, los lares tenían un alcance y una potencia limitados, pero las evidencias arqueológicas y literarias atestiguan su papel central en la identidad y la vida religiosa romanas. Por analogía, un romano que regresara a casa podría describirse como un regreso ad Larem (al lar; esta expresión sobrevive en el español como «volver a los lares» o «por estos lares»). A pesar de las prohibiciones oficiales de los cultos no cristianos a partir de finales del siglo IV d. C., cultos no oficiales a los lares persistieron al menos hasta comienzos del siglo V d. C.
La antigua Roma presentaba dos vertientes: por un lado, los cultos públicos o estatales y, por otro, los cultos privados o domésticos. Dentro de esta segunda vertiente se sitúa la adoración de los llamados dii familiaris o dioses de la familia. Entre estos se encuentran los genii locorum o lares loci, cuya función primordial era velar por el territorio en que se encontraba la casa familiar. Tanto es así, que antes de que la propiedad privada fuese regulada por el derecho, eran los dioses lares los encargados de evitar que los extraños se adentrasen en tierras ajenas mediante, según la creencia popular, la amenaza de enfermedades que podían llegar a ser mortales. 
Las familias romanas sentían una gran veneración por los lares, que representaban en forma de pequeñas estatuas. Estas se colocaban tanto dentro como fuera de la casa en pequeños altares llamados lararia (sg. lararium), donde se realizaban ofrendas o se les rendía oración. En la casa (sg. domus), el larario solía situarse en el atrio, lo más cerca posible de la puerta principal. En el caso de los apartamentos (pl. insulae), el lararium se colocaba cerca de la cocina, aunque en una misma casa podían existir varios y no era extraño que se encontrasen en los dormitorios. Lo que era importante, sin embargo, es que no estuviesen en lugares poco transitados o escondidos, con el fin de que no fuesen ignorados u olvidados.
En los primeros tiempos romanos cada casa tenía al menos una estatuilla, más adelante surge cierta confusión entre éstas y las de los manes, almas de los antepasados muertos.

## Orígenes y desarrollo

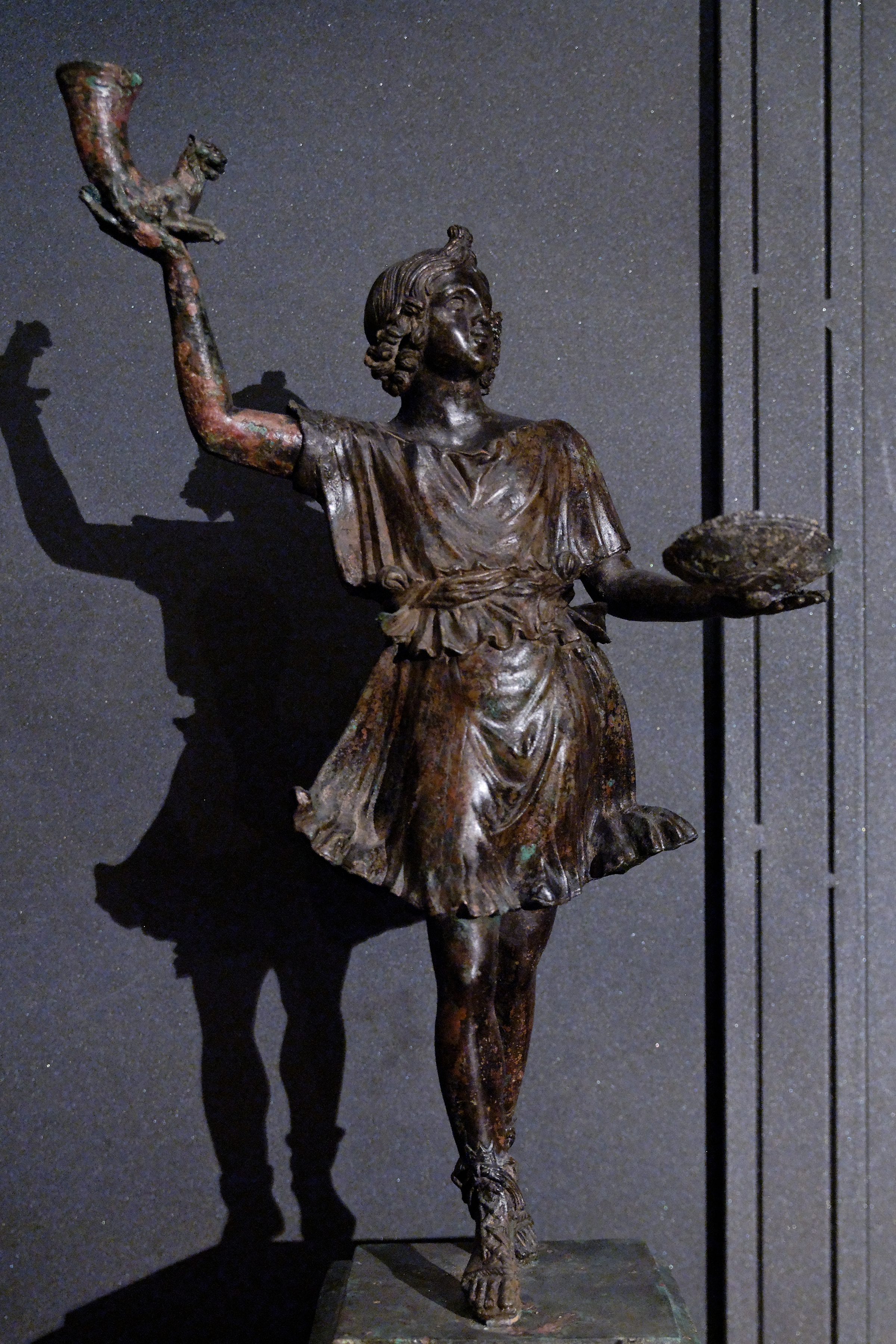
Lar de bronce sosteniendo un ritón y una pátera, siglo I d.C. (Museo Capitolino)

Los vecinos etruscos de la Roma arcaica practicaban cultos domésticos, ancestrales o familiares muy parecidos a los ofrecidos por los romanos posteriores a sus Lares. La palabra misma parece derivar del etrusco lar, lars o larth, que significa «señor». Escritores griegos y romanos antiguos ofrecen «héroes» y «daimones» como traducciones de «Lares»; el primer dramaturgo romano Plauto (circa 254-184 a. C.) emplea un Lar Familiaris como guardián del tesoro en nombre de una familia, como equivalente argumental al uso que hace el dramaturgo griego Menandro de un heroon (como santuario del héroe ancestral). Weinstock propone una equivalencia más antigua entre lar y héroe griego, basándose en su glosa de una dedicatoria latina del siglo IV a. C. al héroe-ancestro romano Eneas como Lare (Lar).
No se conservan imágenes físicas de lares anteriores a la época tardorrepublicana, pero referencias literarias (como el singular Lar de Plauto, antes mencionado) sugieren que se podía ofrecer culto a un solo lar, y a veces a muchos más; en el caso de los oscuros Lares Grundules, quizá 30. Para principios de la época imperial, se habían convertido en divinidades emparejadas, probablemente por la influencia de la religión griega – en particular, los Dioscuros gemelos heroicos – y la iconografía de los semidivinos gemelos fundadores de Roma, Rómulo y Remo. Los Lares se representan como dos figuras masculinas pequeñas, juveniles y vivaces, vestidas con túnicas cortas, rústicas y ceñidas, hechas de piel de perro, según Plutarco. Adoptan una actitud de bailarines, en puntillas o en ligero equilibrio sobre una sola pierna. Un brazo levanta un cuerno para beber (ritón) en alto, como para ofrecer un brindis o una libación; el otro lleva un plato de libación poco profundo (pátera). Los santuarios de Compitales del mismo periodo muestran figuras de lares del mismo tipo. Santuarios-imágenes pintados de lares en parejas los muestran en posturas de espejo a la izquierda y a la derecha de una figura central, que se entiende como un genio ancestral.

### Evolución histórica

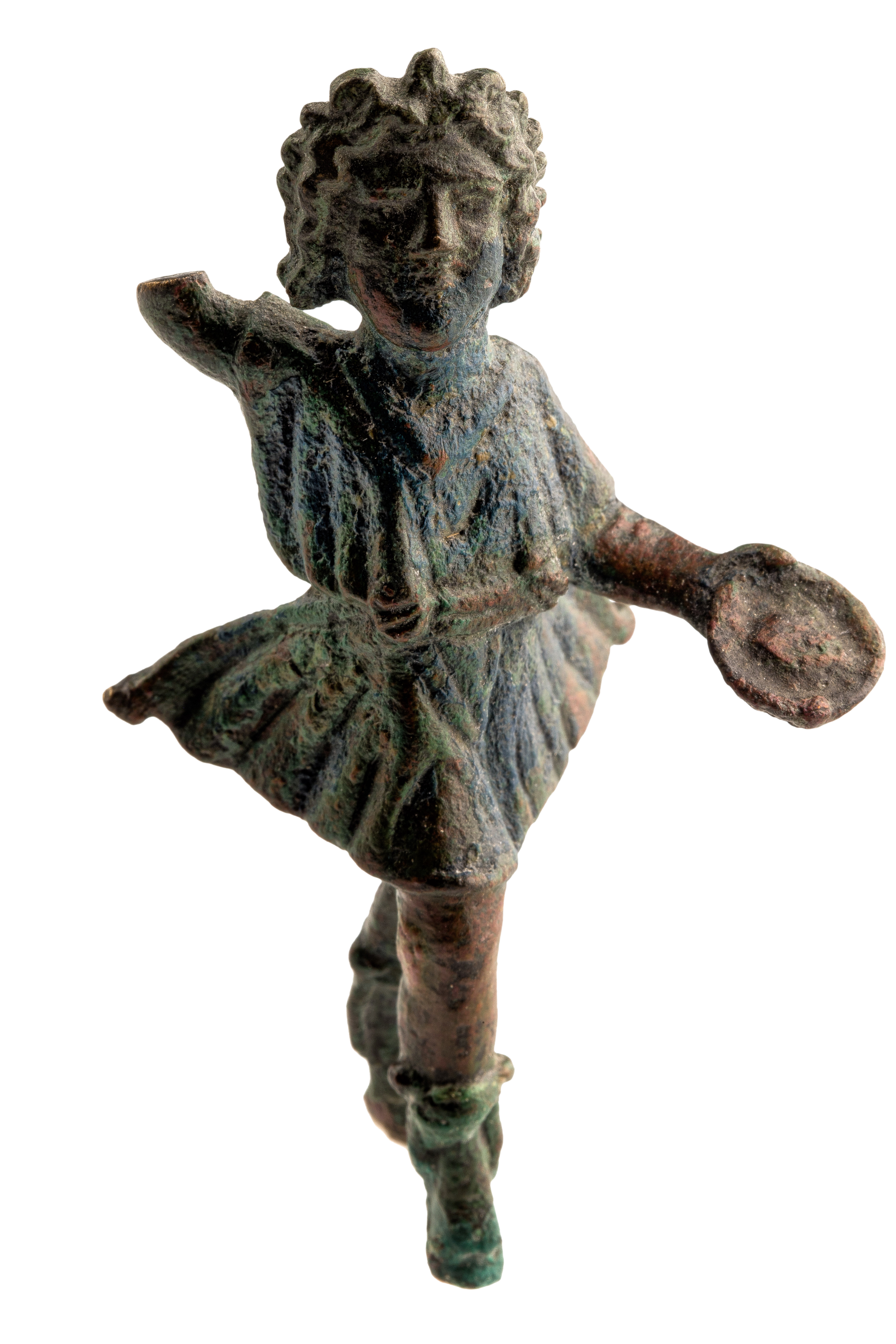
Figurilla en bronce de un Lar, 0-200 A.D., ca 7,7 cm Museo Galorromano, Tongeren (B)

Si bien el culto a los lares ha desaparecido, todavía pueden observarse algunos vestigios en ciertas costumbres o tradiciones aparentemente cristianas.
Mientras el cristianismo fue perseguido y hasta castigado con la muerte existió una clara distinción entre este y el mundo pagano. Con el Edicto de Milán, promulgado por Constantino I en 313 d. C., se admitió al cristianismo entre las religiones lícitas con una visión tolerante hacia el paganismo y otras formas de elección de conciencia. Pero, a partir de Teodosio I el Grande, comenzó un ataque abierto contra la antigua religión, muy arraigada aún entre el pueblo. Obligados a profesar una única religión oficial, muchas personas continuaron con sus prácticas anteriores, pero dándoles un tinte «cristiano». De esta forma el larario mantuvo su posición cercana a la puerta de entrada, pero conteniendo una imagen de Jesús, de un santo o hasta de la Virgen. Los lares urbanos fueron cambiados por los santos patronos, el lar personal o genio por el ángel de la guarda y viceversa.
Representa un ejemplo interesante de cómo interactúan dos culturas diferentes cuando interactúan entre sí, aún cuando una de ellas desplaza a la otra de manera agresiva.

## Tipos de lares
- Lares compitales: de las encrucijadas.[2]
- Lares domestici: del hogar.
- Lares familiares: de la familia.[2]
- Lares permarini: del mar.
- Lares rurales: de la tierra.
- Lares viales: de los viajeros o que presidían los caminos.[2]
- Lares urbanos: protectores de las ciudades.[2]
- Lares personales o protectores personales: cuidaba a una persona desde su nacimiento.